# Девід Граф
Девід Граф (англ. David Graf; 16 квітня 1950 — 7 квітня 2001) — американський актор.

## Біографія
Девід Граф народився 16 квітня 1950 року в місті Ланкастер, штат Огайо, США. Закінчив середню школу в 1968 році. Навчався в театральному коледжі Otterbein у місті Вестервілль, який закінчив у 1972 році. Навчався у Державному університеті штату Огайо, але кинув його у 1975 році і вирушив до Нью-Йорка, щоб продовжити акторську кар'єру.
Його батьком був Пол Фредерік Граф (1917-1968).

## Кар'єра
На екрані вперше з'явився у шоу «The $20,000 Pyramid» як гість разом з актрисою Петті Дюк. На початку 80-х з'являється в невеликих ролях у телесеріалах, таких як «Дурні з Газзарду», «M*A*S*H», «Команда А». Поворотним моментом у його кар'єрі настав у 1984 році, коли він зіграв роль курсанта Юджина Теклберрі у комедії «Поліцейська академія», яка стала популярною у всьому світі. Девід з'явився у всіх семи фільмах.
Був досвідченим саксофоністом.
У 1985 році одружився з актрисою Кетрін Граф, у них народилися двоє синів, Деніел і Джон.
Девід Граф помер від серцевого нападу 7 квітня 2001 року в Фініксі, штат Аризона.

## Фільмографія
| Рік       |    | Українська назва                                   | Оригінальна назва                            | Роль                                            |
| --------- | -- | -------------------------------------------------- | -------------------------------------------- | ----------------------------------------------- |
| 1981      | ф  | Четверо друзів                                     | Four Friends                                 | Греглі                                          |
| 1981      | с  | Дурні з Газзарду                                   | The Dukes of Hazzard                         | Морі                                            |
| 1982      | с  | M*A*S*H                                            | M*A*S*H                                      | Лейтенант Спірс                                 |
| 1982      | с  | Лу Грант                                           | Lou Grant                                    | Расс                                            |
| 1982      | тф | Довге літо Джорджа Адамса                          | The Long Summer of George Adams              | Олін Саммерс                                    |
| 1983      | с  |                                                    | Voyagers!                                    | Майк                                            |
| 1983      | с  |                                                    | The Rousters                                 |                                                 |
| 1983      | с  | Команда А                                          | The A-Team                                   | Купер                                           |
| 1983      | с  | Після MASH                                         | After MASH                                   | Джаспер                                         |
| 1983      | с  | Різанина в Х'юстоні                                | Cutter to Houston                            | Карл Толхауз                                    |
| 1984      | с  | Метт Г'юстон                                       | Matt Houston                                 | Ернест                                          |
| 1984      | с  | Гардкасл і МакКормік                               | Hardcastle and McCormick                     |                                                 |
| 1984      | с  |                                                    | Riptide                                      | Марті Валентайн                                 |
| 1984      | с  | Жовта троянда                                      | The Yellow Rose                              | Флойд Йетс                                      |
| 1984      | с  | Повітряний вовк                                    | Airwolf                                      | Біллі                                           |
| 1984      | ф  | Поліцейська академія                               | Police Academy                               | Юджин Теклберрі                                 |
| 1984      | ф  | Непримиренні суперечності                          | Irreconcilable Differences                   | Блінк                                           |
| 1985      | ф  | Поліцейська академія 2: Їх перше завдання          | Police Academy 2: Their First Assignment     | Теклберрі                                       |
| 1985      | с  |                                                    | Call to Glory                                | механік                                         |
| 1986      | с  |                                                    | He's the Mayor                               | член ради Харлан Неш                            |
| 1986      | ф  | Поліцейська академія 3: Знову до академії          | Police Academy 3: Back in Training           | Теклберрі                                       |
| 1987      | ф  | Поліцейська академія 4: Квартальна охорона порядку | Police Academy 4: Citizens on Patrol         | Теклберрі                                       |
| 1987      | ф  | Любов у небезпеці                                  | Love at Stake                                | Натаніель                                       |
| 1987      | с  | Нічний суд                                         | Night Court                                  | Хондо Дженкінс                                  |
| 1987      | тф |                                                    | Cameo by Night                               | детектив Краксбургер                            |
| 1988      | тф |                                                    | Shakedown on the Sunset Strip                | офіцер Джек Рагглс                              |
| 1988      | тф | Хуліганське містечко                               | The Town Bully                               | Раймонд Вест                                    |
| 1988      | тф | Поліцейська історія: Дивитися командира            | Police Story: The Watch Commander            | офіцер Джим Шеффер                              |
| 1988      | ф  | Поліцейська академія 5: Операція Маямі-біч         | Police Academy 5: Assignment: Miami Beach    | Теклберрі                                       |
| 1989      | ф  | Поліцейська академія 6: Місто в облозі             | Police Academy 6: City Under Siege           | Теклберрі                                       |
| 1990      | с  | Елвіс                                              | Elvis                                        | Боб Ніл                                         |
| 1990      | с  | Ізгої                                              | The Outsiders                                |                                                 |
| 1990      | с  | Красуня і чудовисько                               | Beauty and the Beast                         | Григорі Койл                                    |
| 1990      | с  | Чарльз у відповіді                                 | Charles in Charge                            | Стів Колфакс                                    |
| 1990      | с  | Ферріс Бюллер                                      | Ferris Bueller                               | офіцер Пейсон                                   |
| 1991      | с  | Квантовий стрибок                                  | Quantum Leap                                 | шериф Нолан                                     |
| 1991      | с  | Рай                                                | Paradise                                     | Маршал Бартлет                                  |
| 1991      | с  |                                                    | Teech                                        | Джордж Дубчек старший                           |
| 1991      | с  | Життя триває                                       | Life Goes On                                 | містер Гілмор                                   |
| 1991      | с  | Доктор Дуги Гавзер                                 | Doogie Howser, M.D.                          | Сем, механік                                    |
| 1991      | тф | Місцезнаходження Дженні                            | The Whereabouts of Jenny                     | Скрентон                                        |
| 1991      | ф  | Без пропуску                                       | Without a Pass                               | білий офіцер                                    |
| 1992      | с  | Бруклінський міст                                  | Brooklyn Bridge                              | Тренер Блум                                     |
| 1992      | с  | Сайнфелд                                           | Seinfeld                                     | поліцейський 2                                  |
| 1992      | с  | Справи сімейні                                     | Family Matters                               | сержант Шишка                                   |
| 1993      | с  | Великий ремонт                                     | Home Improvement                             | Чак Норвуд                                      |
| 1993—1997 | с  | Крок за кроком                                     | Step by Step                                 | Дейв Робертс / Мітч Кроуфорд / Філ Джонс        |
| 1993      | ф  | Американський кікбоксер 2                          | American Kickboxer 2                         | Говард                                          |
| 1993      | ф  | Шви                                                | Suture                                       | Лейтенант Вейсман                               |
| 1993      | тф | Для їх власної користі                             | For Their Own Good                           | Майлс                                           |
| 1994      | тф | Діти темряви                                       | Children of the Dark                         | Гарв                                            |
| 1994      | тф | Розанна: Несанкціонована біографія                 | Roseanne: An Unauthorized Biography          | Том Арнольд                                     |
| 1994      | тф | Батько і бойскаут                                  | Father and Scout                             | Чет                                             |
| 1994      | ф  | Охоронець Тесс                                     | Guarding Tess                                | Лі Деніелсон                                    |
| 1994      | ф  | Поліцейська академія 7: Місія в Москві             | Police Academy: Mission to Moscow            | Теклберрі                                       |
| 1994      | с  | Як у кіно                                          | Dream On                                     | Ларрі                                           |
| 1994      | с  | Застава фехтувальників                             | Picket Fences                                | агент ФБР                                       |
| 1994—1997 | мс | Справжні монстри                                   | Aaahh!!! Real Monsters                       | декілька ролей                                  |
| 1994      | ф  | Кулак легенди                                      | Jing wu ying xiong                           | голос                                           |
| 1995      | ф  | Таємний агент                                      | Gei ba ba de xin                             | голос                                           |
| 1995      | ф  | Сімейка Бреді                                      | The Brady Bunch Movie                        | Сем Франклін                                    |
| 1995      | с  | Лоїс та Кларк: Нові пригоди Супермена              | Lois & Clark: The New Adventures of Superman | Вейлі                                           |
| 1995      | с  | Зоряний шлях: Вояжер                               | Star Trek: Voyager                           | Фред Нунан                                      |
| 1995      | с  | Будівля суду                                       | Courthouse                                   | Адам Бонвіль                                    |
| 1996      | с  | Мартін                                             | Martin                                       | офіцер Хейс                                     |
| 1996—1997 | с  | Прилив                                             | High Tide                                    | Джей Кессіді                                    |
| 1996—1997 | с  | Земля обітованна                                   | Promised Land                                | Кайл Метьюз                                     |
| 1996      | ф  | Громадянка Рут                                     | Citizen Ruth                                 | Суддя Ріхтер                                    |
| 1996      | тф | Угон літака: Рейс 285                              | Hijacked: Flight 285                         | алкоголік                                       |
| 1997      | тф | Скелети                                            | Skeletons                                    | Сем                                             |
| 1997      | с  | Шпигунські ігри                                    | Spy Game                                     | Іван Рогов                                      |
| 1997      | с  | Зоряний шлях: Глибокий космос 9                    | Star Trek: Deep Space Nine                   | Лескіт                                          |
| 1997      | с  |                                                    | Teen Angel                                   | Ленні                                           |
| 1998      | с  | Кароліна в Нью-Йорку                               | Caroline in the City                         | містер Вольф                                    |
| 1998      | с  | Нас п'ятеро                                        | Party of Five                                | сазерленд / покупець                            |
| 1998      | с  | Поліцейська академія                               | Police Academy: The Series                   | Теклберрі                                       |
| 1998      | с  | Просте життя                                       | The Simple Life                              | Вудро Стіллвелл                                 |
| 1998      | тф | Крутий віраж                                       | Brink!                                       | Ральф Брінкер                                   |
| 1998      | мс | Дика сімейка Тонберів                              | The Wild Thornberrys                         | Фінч / Ігуана                                   |
| 1998      | с  | Ніч спорту                                         | Sports Night                                 | Чез                                             |
| 1998      | с  | Малкольм і Едді                                    | Malcolm & Eddie                              |                                                 |
| 1999      | с  | Дотик ангела                                       | Touched by an Angel                          | Дьюї Бертон                                     |
| 1999      | с  | Військово-юридична служба                          | JAG                                          | Джон Ньюман                                     |
| 1999      | с  |                                                    | The Parkers                                  | інспектор                                       |
| 2000      | ф  | Правила бою                                        | Rules of Engagement                          | командир                                        |
| 2000      | ф  | Кактус кід                                         | The Cactus Kid                               | Чарльз                                          |
| 2000      | в  | Погоня                                             | In Pursuit                                   | тато                                            |
| 2000      | тф | Справа старого Драма                               | The Trial of Old Drum                        | Суддя Генрі                                     |
| 2000      | с  | Фірмовий рецепт                                    | Becker                                       | Ллойд Мартін                                    |
| 2000      | с  | Діагноз: убивство                                  | Diagnosis Murder                             | Джон                                            |
| 2000      | с  | Арлісс                                             | Arli$$                                       | полковник Донні Садовськи                       |
| 2000—2001 | с  | Західне крило                                      | The West Wing                                | полковник Чейз                                  |
| 2000      | вг | Star Trek: Invasion                                | Star Trek: Invasion                          | Клінгон Капітан                                 |
| 2000      | вг | Star Trek Voyager: Elite Force                     | Star Trek Voyager: Elite Force               | Клінгон / імперський офіцер / пілот             |
| 2000      | вг | Star Trek: Deep Space Nine — The Fallen            | Star Trek: Deep Space Nine — The Fallen      | Bajoran Officer / Tugol'atan / Obsidian Soldier |
| 2001      | вг | Star Trek: Away Team                               | Star Trek: Away Team                         | Ensign Ty Mijoral                               |
| 2001      | с  | Шоу Аманди                                         | The Amanda Show                              |                                                 |
| 2001      | с  | Син пляжу                                          | Son of the Beach                             | Жак Душ 1. 2.                                   |